# Parafia Matki Bożej Królowej Polskich Męczenników w Warszawie
Parafia Matki Bożej Królowej Polskich Męczenników w Warszawie – parafia rzymskokatolicka należąca do dekanatu grochowskiego, diecezji warszawsko-praskiej, metropolii warszawskiej Kościoła katolickiego w Warszawie. Obsługiwana przez księży diecezjalnych.
Parafia została erygowana w 1988. Obecny kościół parafialny zbudowany w latach 1994–2000.

## Wspólnoty i ruchy
- Dziewczęca Służba Maryjna
- Żywy Różaniec
- Młodzieżowy Zespół Śpiewaczy
- Dziecięcy Zespół Śpiewaczy Źródełko
- Chór parafialny Cantores Reginae
- Katolicka Odnowa w Duchu Świętym Zbawiciel
- Kościelna Służba Porządkowa Totus - Tuus
- Lektorzy
- Ministranci
- Grupa Młodzieżowa
- Grupa Neokatechumenalna Liturgia Słowa
- Grupa Neokatechumenalna Eucharystia
- Wspólnota modlitwy o Intronizację Serca Jezusowego
- Wspólnota Ojców
- Anonimowi Alkoholicy